# マッキ M.39

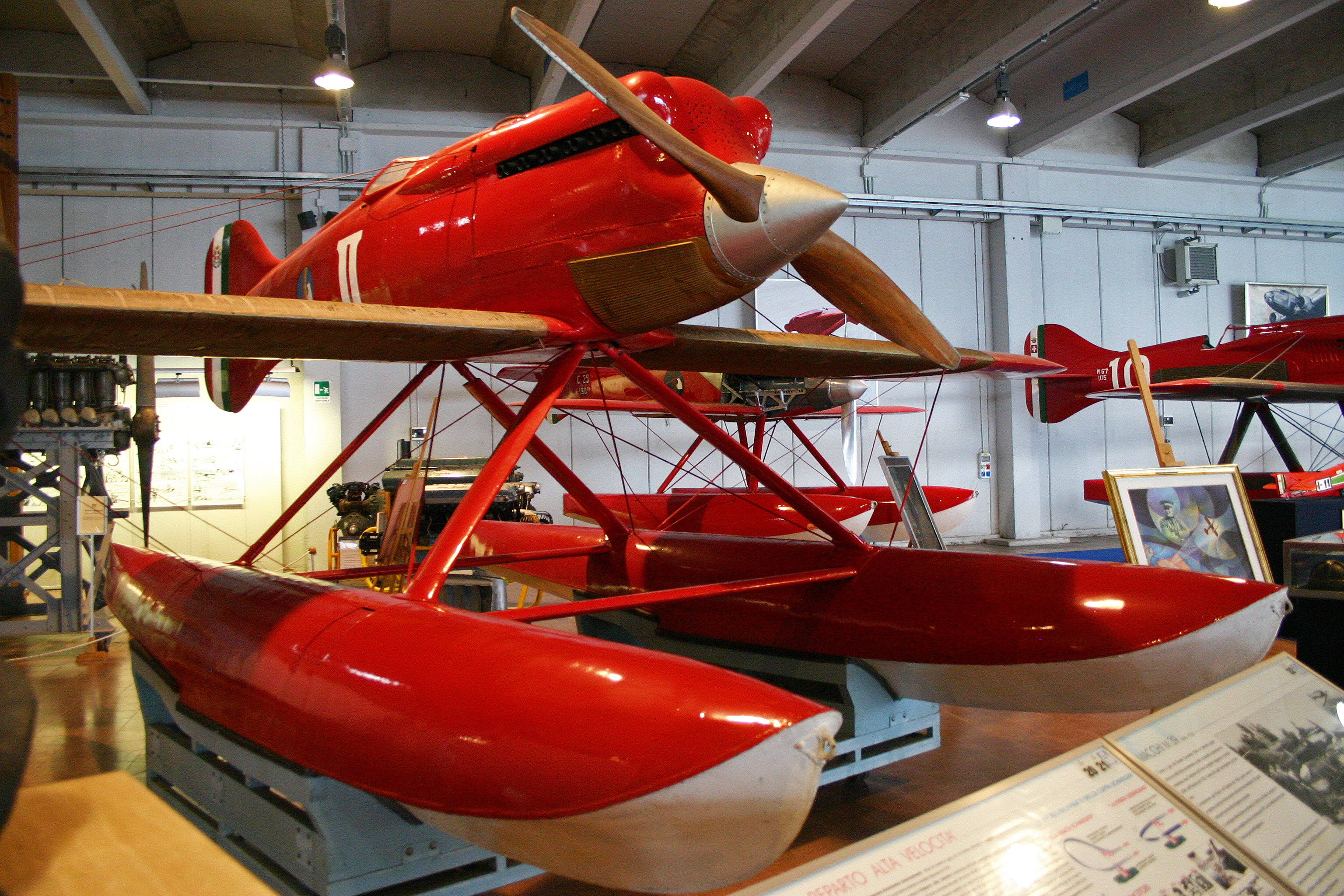
マッキ M.39 前から

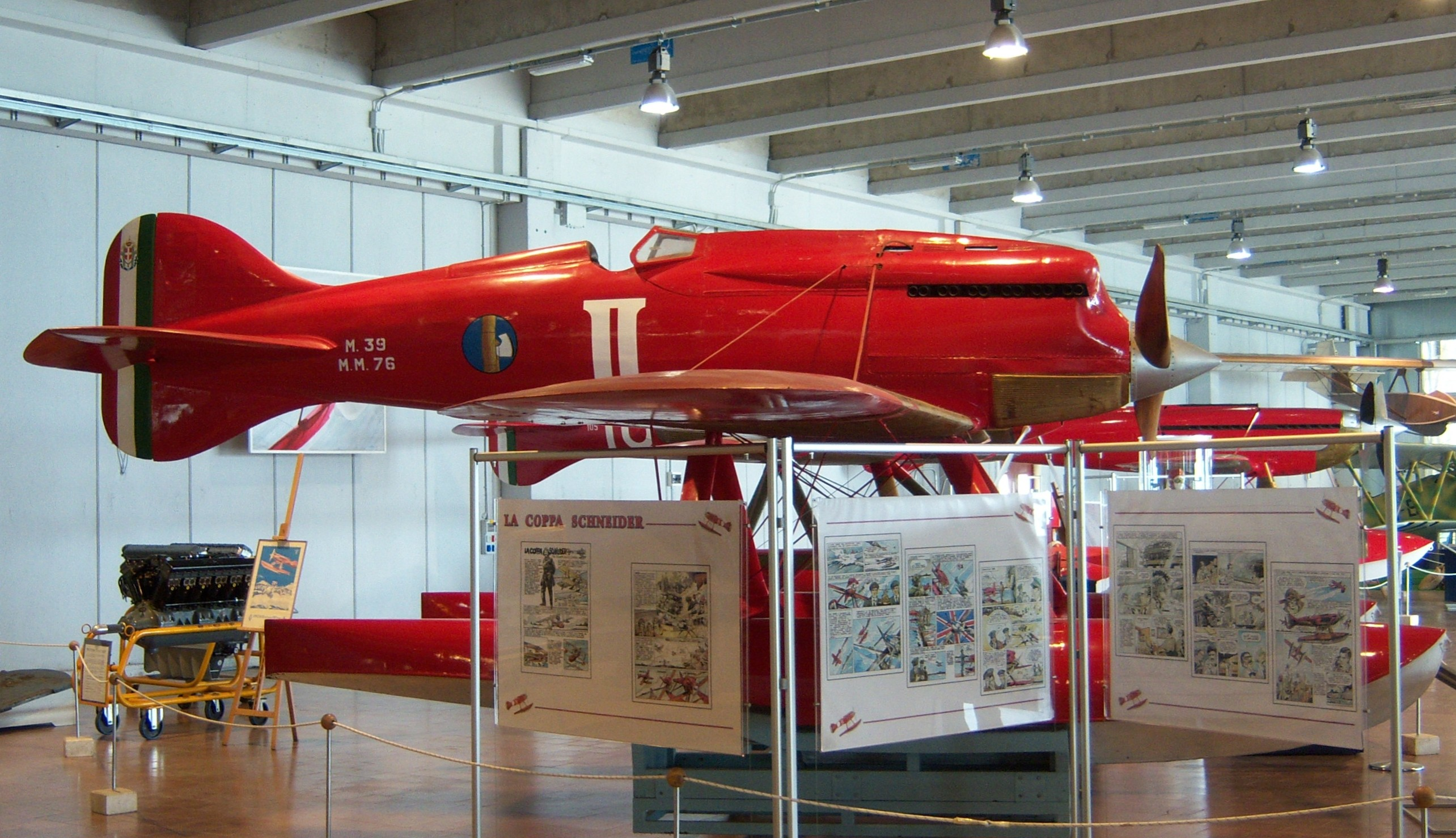
マッキ M.39 側面

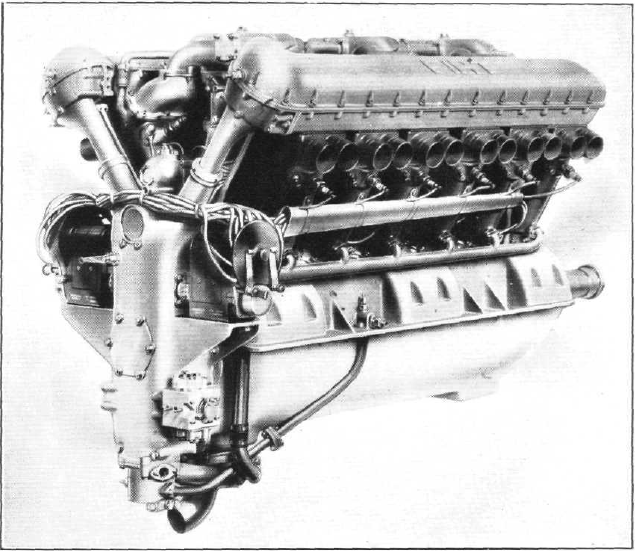
フィアット AS-2 エンジン

マッキ M.39は、シュナイダー・トロフィー・レース専用機として1926年にイタリアのアエルマッキ社が製作した水上機である。

## 概要
1925年のマッキは、空気抵抗の低減を狙って単葉形式を採用する飛行艇、マッキ M.33でレースにエントリーするも、結果は3位に終わる。そこで、マッキはその時優勝したアメリカのカーチス R3C-2を真似て、水上機スタイルの機体で、シュナイダー・トロフィー・レースのエントリーを狙う事となる。
そこで製作されたのが本機であり、イタリアの総力を挙げてアメリカの3連覇を阻止にかかった。カーチスを真似て水上機スタイルを採用したものの、主翼については前作を踏襲し単葉形式を採用した。1926年のアメリカ、バージニア州で行われたシュナイダー・トロフィー・レースで見事優勝し、雪辱を果たしている。対するアメリカは、1925年の優勝機であるカーチス R3C-2のエンジンを強化して臨むが、2位に終わっている。

## スペック
- 全長：6.70m
- 全幅：9.20m
- 全高：3.00m
- 総重量：1,575kg
- 出力：800HP
- 最大速度：416km/h

## 登場作品

### 映画
『紅の豚』
主人公の友人、フェラーリン少佐の愛機（イタリア空軍機）として、本機をモデルとした機体が登場する。